# D4 (film)
D4 sau D4 Mortal Unit este un film de groază, thriller, SF, de acțiune din 2010 regizat de Darrin Dickerson cu Ella Bell, Eric Berner, Vicki Askew în rolurile principale.

## Prezentare
Filmul prezintă povestea unei echipe speciale de mercenari. Această echipă are misiune de a salva un băiat care a fost răpit și despre care se crede că se găsește într-o clădire părăsită guvernamentală. Toată lumea crede că misiunea va fi simplu de realizat. Dar, pe măsură ce avansează în căutările lor, ceea ce părea să fie doar o simplă operațiune de căutare și de salvare se transformă într-o luptă pentru supraviețuire.

## Distribuția
- Vicki Askew este Dr. Lark
- Ella Bell este Nurse #1
- Eric Berner este Sloan
- Clay Brocker este Brocker
- Erin Elizabeth Burns este Nurse #2
- Darrin Dickerson este Smoke
- Montana Dickerson este Dalton's Grandson
- Laine Dubroc este Little B
- Randall Edwards este Henchman
- Jeff Hime este Cutter
- Dan Kassis este Panel Member #2
- Ted LeGarde este Old Man Dalton